# Victor Frond
Jean-Victor Frond dit Victor Frond, né le 1er novembre 1821 à Montfaucon et mort le 16 janvier 1881 à Varreddes, est un photographe et éditeur français.
Il a vécu une partie de sa vie en exil au Brésil.  

## Engagement républicain
Victor Frond est né dans une famille de petits propriétaires du Lot. En 1851, il est sous-lieutenant à la caserne de la 4e Compagnie du Bataillon des Sapeurs Pompiers de Paris,. Il écrit en 1851 De l'insuffisance des secours contre l'incendie, et des moyens d'organiser ce service public dans toute la France.
Lors du coup d'État du 2 décembre 1851 de Napoléon III, il est arrêté et emprisonné en Algérie. Il s'échappe  et rejoint l'Angleterre. Il met ses qualités d'organisateur au service des républicains en exil et lie des liens avec d'autres proscrits, comme Charles Ribeyrolles et Victor Hugo,.

## Exil et photographie
À Lisbonne, il devient photographe et, avec des lettres de recommandation de Victor Hugo,  il se rend à Rio de Janeiro au Brésil où il ouvre en 1857 un studio de photographie. L'empereur Pierre II du Brésil lui apporte son soutien.
De 1858 à 1860, il réalise avec Charles Ribeyrolles Le Brésil pittoresque ou Brasil pitoresco. Cet ouvrage, illustré de photographies de Victor Frond, est rédigé en français et en portugais.

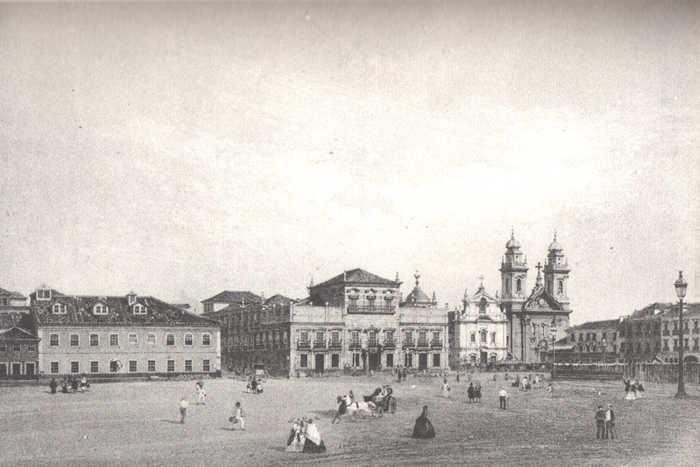
Palais impérial à Rio de Janeiro
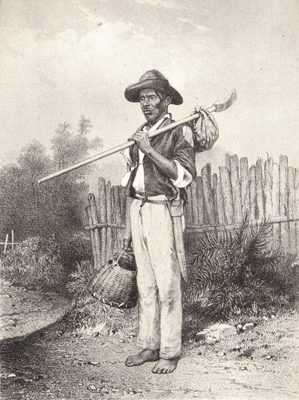
Travailleur de la campagne
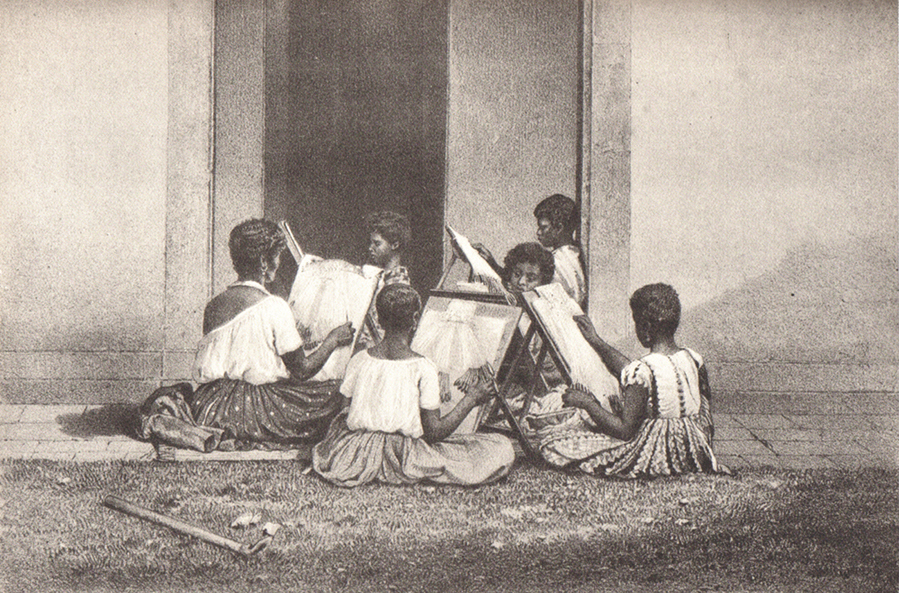
Dentellières
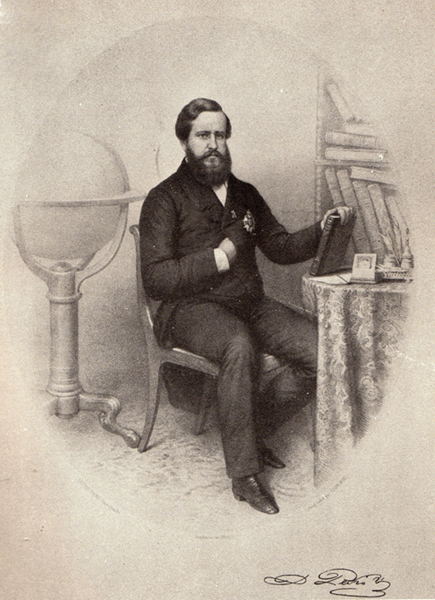
Pierre II du Brésil
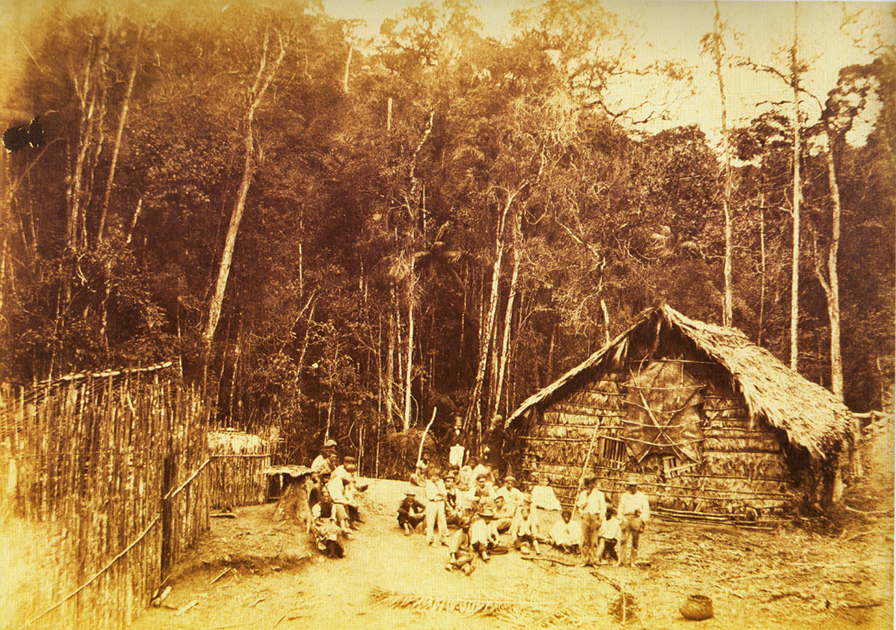
Maison de la colonie sainte Leopoldine

## Retour en France
Après l’amnistie du 16 août 1859, il revient en France. Comme éditeur à la Maison Lemercier, il est chargé de deux collections de 1863 à 1869 :  Le Panthéon des illustrations françaises au dix-neuvième siècle et les Actes et histoire du concile œcuménique de Rome.
Sous la Troisième République, le 21 décembre 1870, il est réintégré dans l'armée avec le grade de capitaine au 124e régiment d'infanterie de ligne. Il reçoit la Légion d'honneur le 7 janvier 1871.

## Œuvres
- De l'insuffisance des secours contre l'incendie, et des moyens d'organiser ce service public dans toute la France., 1851, in-8, édité par La France.
- Le Brésil pittoresque ou Brasil pitoresco - histoire, description, colonisation, accompagné d'un album de photos, panoramas, paysages et costumes avec Charles Ribeyrolles pour les textes, Paris, Imprimerie Lemercier, 1861.
- Actes et histoire du concile œcuménique de Rome publiés sous la direction de Victor Frond, 1864, édité par Lemercier .
- Panthéon des illustrations françaises au XIXe siècle, 1855, in-4, Paris, Abel Pilon.
- Histoire de la marine française - au XIXe siècle : portraits, biographies, autographes publié sous la direction de Victor Frond.